# Raymond Miles
Raymond Edward Miles (* 2. November 1932 in Cleburne, Texas; † 13. Mai 2019 in Albany, Kalifornien) war ein US-amerikanischer Managementforscher.
Von 1963 bis 1992 war er Professor für Betriebswirtschaftslehre an der Haas School of Business der University of California, Berkeley.
In seinem Werk Organizational strategy, structure, and process (1978) identifizierte er zusammen mit Charles Curtis Snow vier generische Geschäftsfeldstrategien von Unternehmen: Prospector, Defender, Analyzer und Reactor.

## Schriften
- Organization development, Berkeley, Calif.: University of California, 1974
- The human resources approach to management: second-generation issues, Berkeley, Calif.: Institute of Industrial Relations, University of California, 1982
- Designing strategic human resources systems, Berkeley, Calif.: Institute of Industrial Relations, University of California, 1985